# Tropidacrini
Tribu
Les Tropidacrini sont une tribu d'insectes orthoptères de la famille des Romaleidae.

## Distribution
Les espèces de cette tribu se rencontrent en Amérique du Sud et en Amérique centrale.

## Liste des genres

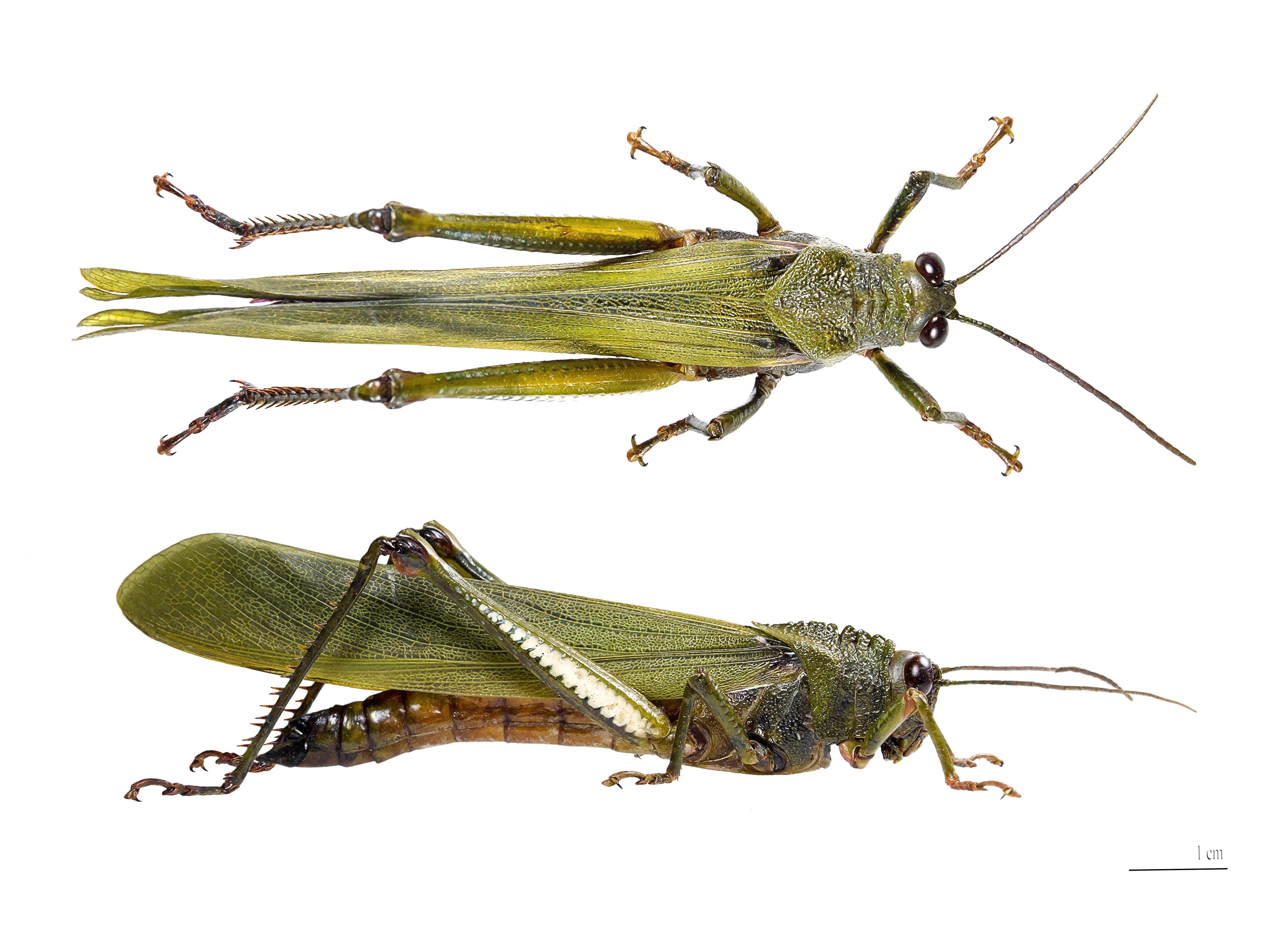
Titanacris albipes du muséum de Toulouse

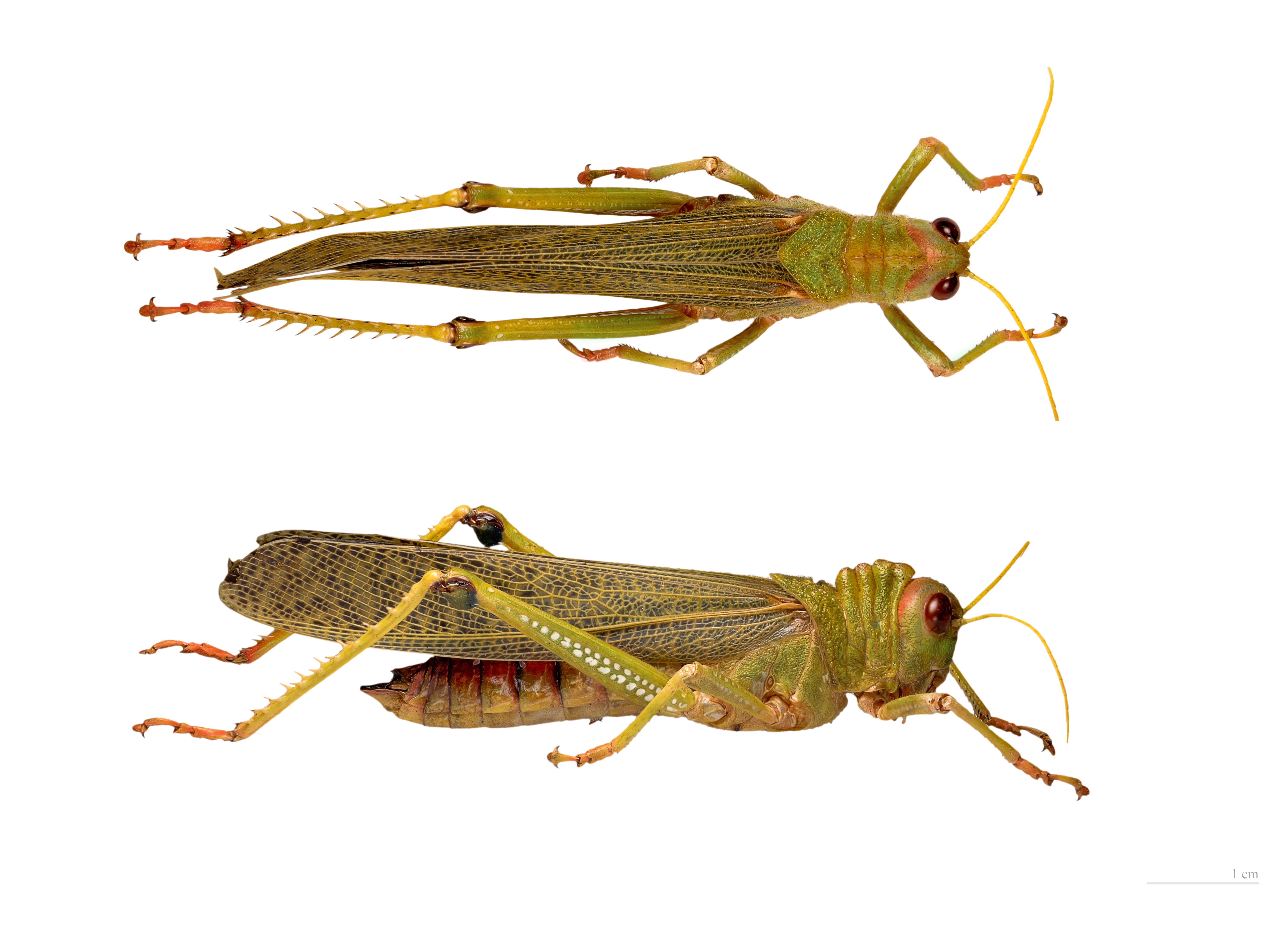
Tropidacris collaris du muséum de Toulouse

Selon Orthoptera Species File (21 juillet 2018) :
- Titanacris Scudder, 1869
- Tropidacris Scudder, 1869

## Systématique et taxinomie
Cette tribu a été décrite par l’entomologiste allemand Karl Brunner von Wattenwyl en 1893. Tropidacris Scudder, 1869 en est le genre type.

## Publication originale
- Brunner von Wattenwyl, 1893 : Révision du système des orthoptères et description des espèces rapportées par M. Leonardo Fea de Birmanie.  Annali del Museo Civico di Storia Naturale ‘Giacomo Doria’, Genova, vol. 33, p. 1–230 (texte intégral).